# 814

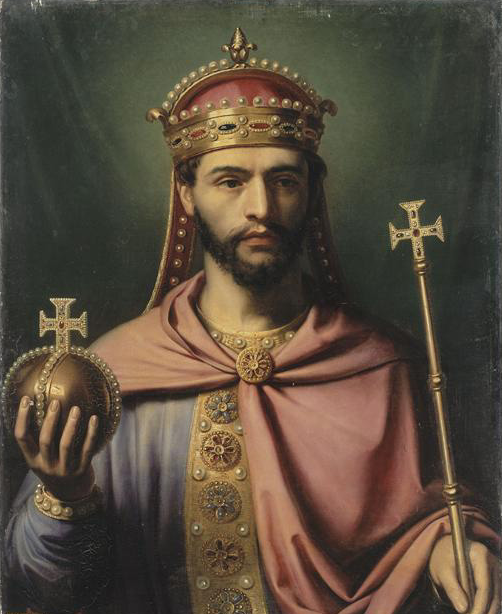
Keizer Lodewijk de Vrome (778 - 840)

Het jaar 814 is het 14e jaar in de 9e eeuw volgens de christelijke jaartelling.

## Gebeurtenissen

### Byzantijnse Rijk
- Byzantijns-Bulgaarse Oorlog: Kroem, heerser (khan) van het Bulgaarse Rijk, overlijdt aan een hersenbloeding tijdens de voorbereidingen van de belegering van Constantinopel. De Bulgaarse militaire campagne tegen het Byzantijnse Rijk wordt uitgesteld. Kroem wordt opgevolgd door zijn zoon Omoertag.

### Europa
- 28 januari - Karel de Grote overlijdt aan een longontsteking na een regeerperiode van 45 jaar. Hij wordt begraven in de Dom van Aken en opgevolgd door zijn zoon Lodewijk de Vrome als koning van de Franken, hertog van Beieren en keizer van het Heilige Roomse Rijk.
- Zomer - Lodewijk de Vrome benoemt zijn zoon Pepijn tot koning van Aquitanië en vestigt zijn residentie in Aken. Hij stelt Benedictus van Aniane aan als zijn persoonlijke adviseur en voert kloosterhervormingen door in het Frankische Rijk, met name de Benedictijnse leefregel.

### Lage Landen
- Eerste vermeldingen van Huissen, Olsene, Oostende, Thommen en Zomergem.

## Religie
- Hetto wordt door Lodewijk de Vrome benoemd tot aartsbisschop van het aartsbisdom Trier (waarschijnlijke datum).
- Lodewijk de Vrome geeft opdracht tot de bouw van de abdij van Kornelimünster.
- Paus Leo III laat in Rome de basiliek Santi Nereo e Achilleo restaureren.
- De kathedraal van Besançon, gewijd aan de apostel Johannes, komt gereed.

## Geboren
- 2 juli - Wu Zong, keizer van het Chinese Keizerrijk (overleden 846)

## Overleden
- 18 februari - Angilbert, Frankisch diplomaat en abt
- 28 januari - Karel de Grote, koning en keizer van de Franken
- 13 april - Kroem, heerser (khan) van het Bulgaarse Rijk
- Odo van Metz, Frankisch architect (waarschijnlijke datum)
- 28 mei - Willem met de Hoorn, Frankisch edelman (of 812)